# Hohenzollern-Sigmaringen

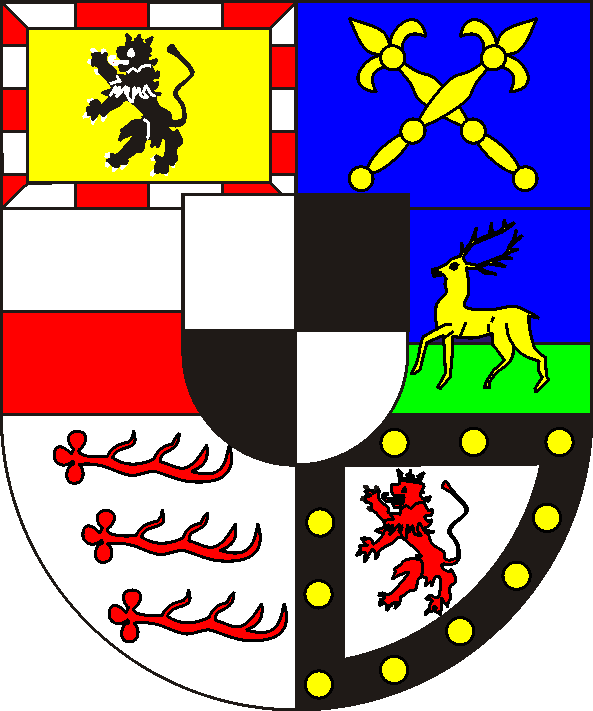
Hohenzollern-Sigmaringen (1712) 1: Neurenberg 2: rijks erfkamerheer; 3: Hohenberg; 4: Sigmaringen; 5: Veringen; 6: Bergh; hart: Hohenzollern

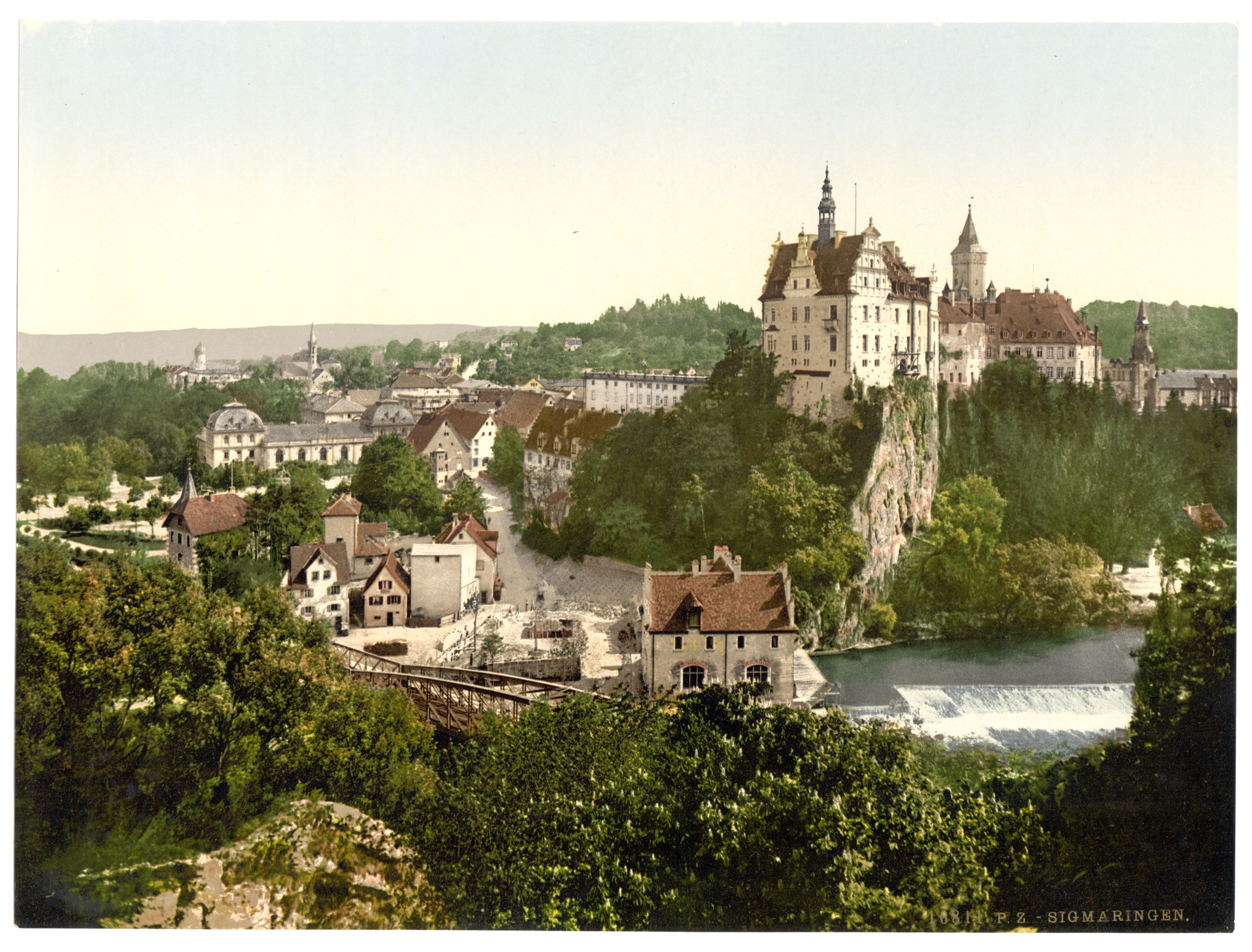
Slot Sigmaringen rond 1900

Hohenzollern-Sigmaringen was een graafschap (1576-1623) en vorstendom (1623-1849) in Zwaben, geregeerd door de gelijknamige tak van het huis Hohenzollern. Het vorstenhuis regeerde van 1866 tot 1947 over Roemenië.

## Geschiedenis
Na het uitsterven van de graven van Werdenberg in 1534 viel het graafschap Sigmaringen terug aan het Heilige Roomse Rijk. De keizer beleende vervolgens Karel I van Hohenzollern met Sigmaringen en Veringen. Na de dood van zijn neef in 1558 waren alle bezittingen van het Huis Hohenzollern in één hand verenigd. Het sterk uitgebreide bezit werd echter na de dood van Karel I in 1576 onder zijn zoons verdeeld:
- Eitel Frederik IV in Hohenzollern-Hechingen (uitgestorven 1869)
- Karel II in Hohenzollern-Sigmaringen,
- Christoffel in Hohenzollern-Haigerloch (uitgestorven 1634).

Bij de deling ontving Karel het graafschap Sigmaringen met de kloosters Hedingen en Inzigkofen, de heerlijkheid Haigerloch met het klooster Gruol, het graafschap Veringen en de heerlijkheid Wehrstein. Het graafschap Sigmaringen maakte deel uit van de Oostenrijkse Kreits, de rest van de Zwabische Kreits.
In 1588 sprak het Rijkskamergerecht uit dat het graafschap Sigmaringen een rijksleen was en het graafschap Veringen een Oostenrijks leen.
Karels zoon Johan (familiehoofd 1606-1638) werd in 1623 in de rijksvorstenstand verheven. Terwijl Hohenzollern-Hechingen een vorstelijk graafschap werd, bleef de titel bij Hohenzollern-Sigmaringen een persoonlijke.
In 1634 werden na het uitsterven van Hohenzollern-Haigerloch de heerlijkheid Haigerloch (een allood) en de heerlijkheid Wehrstein (een Oostenrijks leen) met Hohenzollern-Sigmaringen verenigd. In 1653 kregen de vorsten van Hohenzollern-Hechingen en Hohenzollern-Sigmaringen een gemeenschappelijke zetel op de vorstenbank van de rijksdag.
Onder Johans kleinzoon Maximiliaan (1681-1689) kwam het geslacht in bezit van het Land van den Bergh, een bannerheerlijkheid in de Gelderse graafschap Zutphen, waartoe overigens ook het nu Brabantse Boxmeer behoorde. Zijn kleinzoon Frans Willem, Grave tot den Bergh, Hohenzollern, Sigmaringen etc. etc., stichtte daar in 1712 de zijlinie Hohenzollern-Bergh, die echter reeds met zijn zoon Johan Baptist in 1781 uitstierf. De bezittingen werden verenigd met de hoofdtak.
In 1696 werd Hohenzollern-Sigmaringen tot vorstelijk graafschap verheven.
Vorst Anton Aloysius (1785-1831) verloor bij de Vrede van Lunéville in definitief zijn Nederlandse en Belgische bezittingen die reeds in 1795 verloren waren.
De familietakken Hohenzollern-Sigmaringen en Hohenzollern-Hechingen waren rooms-katholiek gebleven in tegenstelling tot de Hohenzollerns die als koningen de Pruisische troon zouden gaan bekleden en vandaar het Duitse keizerschap zouden verwerven. Deze familiebanden gaven hen een bijzondere rol. Enkele Hechingen-telgen kregen op gezag van de Pruisische koning vanaf 1778 tot 1836 belangrijke abts- en bisschopsfuncties in de van Polen verworven gebieden (West-Pruisen en Ermland), en wisselden in die functies Poolse hoogwaardigheidsbekleders af.
De Roemeense troon werd in 1866 aan Karl-Anton von Hohenzollern-Sigmaringen aangeboden en door hem en zijn opvolgers bekleed tot 1940. In 1870 werd de troon van Spanje aangeboden aan zijn zoon Leopold en dat zou door kanselier Bismarck gebruikt worden om een oorlog met Frankrijk te provoceren. Keizer Napoleon III van Frankrijk eiste dat het huis Hohenzollern zou afzien van het Spaanse aanbod omdat hij geografisch niet omsingeld wilde worden door Hohenzollerns in het noorden en zuiden. Bismarck deed in een telegram (Emser depêche) voorkomen dat de Pruisische koning deze eis afwees op een wijze die Napoleon als belediging ondervond. Daarop verklaarde hij aan Pruisen de oorlog (de Frans-Duitse Oorlog van 1870). De voor Pruisen succesvolle afloop bood nu de mogelijkheid tot de stichting van een Duits keizerrijk.
In paragraaf 10 van de Reichsdeputationshauptschluss van 25 februari 1803 werd de vorst van Hohenszollern-Sigmaringen voor zijn feodale rechten in de heerlijkheden Boxmeer, Diksmuiden, Berg, Gendringen, Etten, Wisch, Pannerden en Millingen en voor zijn domeinen in België schadeloos gesteld door de heerlijkheid Glatt en de kloosters Inzikhofen, Klosterbeuren en Holzheim. (De heerlijkheid Glatt was sinds 1706 in het bezit geweest van het sticht Muri in Zwitserland).
In paragraaf 32 kreeg de vorst een eigen zetel in de Rijksdag.
De conventie van Wenen van 31 december 1805 bevrijdde het vorstendom van alle leenbanden.
Artikel 23 van de Rijnbondakte van 12 juli 1806 kende toe de heerlijkheden Achberg en Hohenfels, die onder de commanderij Altshausen van de Duitse Orde vielen en de conventen Klosterwald en Habsthal. verder werden met name de heerlijkheden Gamertingen en Hettingen onder de soevereiniteit van de vorst gesteld.
Artikel 24 stelde onder de soevereiniteit van de vorst: de heerlijkheden Trochtelfingen, Jungnau, Straßberg, het ambt Ostrach en het deel van de heerlijkheid Meßkirch op de linker oever van de Donau. (Hiermee werden bezittingen van het vorstendom Fürstenberg en van Thurn und Taxis gemediatiseerd.
Op 22/27 juni 1812 werd in een verdrag met het groothertogdom Baden Rast tegen Ablach geruild en in 1814 werd Hirschlatt door het koninkrijk Württemberg afgestaan.
In 1815 werd het land lid van de Duitse Bond. Vorst Karel (1831-1848) schonk zijn land op 11 juli 1833 een grondwet.
In het revolutiejaar 1848 braken - onder andere door de enorm hoge belastingen - in Hohenzollern-Sigmaringen opstanden uit, die op 27 augustus van dat jaar resulteerden in Karels abdicatie ten gunste van zijn zoon Karel Anton (1848-1849). De onenigheid tussen regering en volksvertegenwoordiging nam echter toe, waarop Pruisische troepen het land binnentrokken. Karel Anton deed op 7 december 1849 troonsafstand ten gunste van zijn verwant Frederik Willem IV van Pruisen, op voorwaarde dat de leden van zijn geslacht de voorrechten van leden van de Pruisische koninklijke familie zouden genieten. Op 6 april 1850 vond de overdracht aan Pruisen plaats op basis van de wet van 12 maart 1850. Het land werd daarna bestuurd als Regierungsbezirk Sigmaringen-Hohenzollern, waarbij sommige taken vanuit de Rijnprovincie werden uitgevoerd. Op 1852 werden de regeringen in Hohenzollern-Hechingen en Hohenzollern-Sigmaringen verenigd.

## Geslacht
Karel Anton, van 1858 tot 1862 minister-president van Pruisen, nam na het uitsterven van de linie Hohenzollern-Hechingen in 1869 de titel vorst van Hohenzollern aan. Zijn zoon Leopold werd in 1870 door de Spaanse Cortes tot koning verkozen, wat door Frans protest aanleiding was voor de Frans-Duitse Oorlog. Zijn andere zoon Karel werd in 1866 als Carol I vorst en in 1881 koning van Roemenië. Omdat hij kinderloos bleef, regeerden na zijn dood de nazaten van Leopold tot 1947 over dit land.
Het Land van den Bergh werd in 1912 door Willem August van Hohenzollern aan de Enschedese industrieel Jan Herman van Heek verkocht. De zomerresidentie van de Roemeense tak, Kasteel Peleş bij Sinaia, doet nu dienst als museum.

## Heersers
| regering     | naam              | geboren   | overleden  | familie          |
| ------------ | ----------------- | --------- | ---------- | ---------------- |
| 1575-1606    | Karel II          | 22-1-1547 | 8-4-1606   | zoon van Karel I |
| 1606-1638    | Johan             | 17-8-1578 | 22-3-1638  | zoon             |
| 1638-1681    | Meinrad I         | 1605      | 30-1-1681  | zoon             |
| 1681-1689    | Maximiliaan       | 20-1-1636 | 13-8-1689  | zoon             |
| 1689/98-1715 | Meinrad II        | 1-11-1673 | 20-10-1715 | zoon             |
| 1715-1769    | Jozef Frans Ernst | 24-5-1702 | 8-12-1769  | zoon             |
| 1769-1785    | Karel Frederik    | 9-1-1724  | 20-12-1785 | zoon             |
| 1785-1831    | Anton Aloysius    | 20-6-1762 | 17-10-1831 | zoon             |
| 1831-1848    | Karel             | 19-2-1785 | 11-3-1853  | zoon             |
| 1848-1849    | Karel Anton       | 7-9-1811  | 2-6-1885   | zoon             |

### Vorsten en koningen van Roemenië
- Zie lijst van koningen van Roemenië